# Jeunesse éternelle
Pour les articles homonymes, voir Jeunesse éternelle (homonymie).

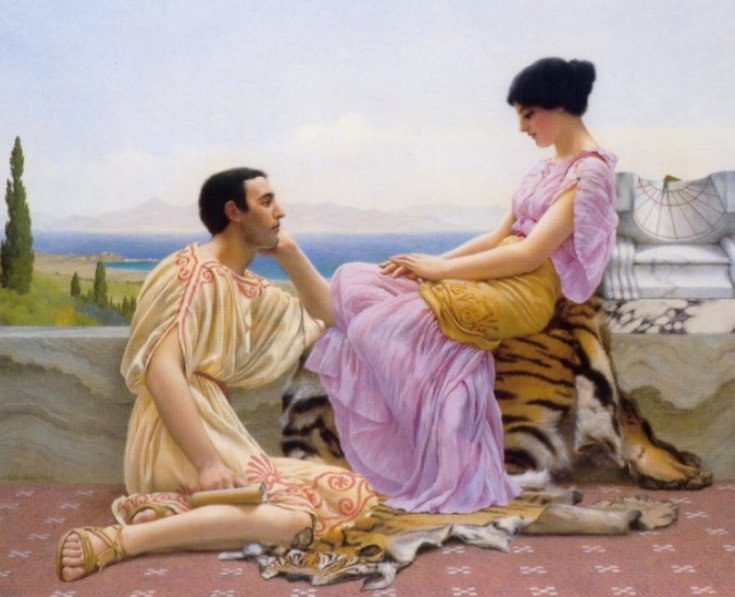
Youth and Time (La jeunesse et le temps) de John William Godward, 1901.

La jeunesse éternelle est un concept lié à l'immortalité qui s'apparente à une jeunesse sans fin.

## Religion et mythologie
La jeunesse éternelle est une caractéristique des habitants du Paradis dans les religions abrahamiques.
Les hindous croient que les rishis védiques et post-védiques ont atteint l'immortalité, ce qui implique la capacité de changer l'âge ou même la forme de son corps à volonté. Ce sont quelques-uns des siddhas du yoga. Markandeya resterait toujours à l'âge de 16 ans.
La différence entre la vie éternelle et la jeunesse éternelle plus spécifique est un thème récurrent dans la mythologie grecque et romaine. Le mythème de demander la faveur de l'immortalité à un dieu, mais d'oublier de demander la jeunesse éternelle apparaît dans l'histoire de Tithon. Un thème similaire se retrouve chez Ovide concernant la Sibylle de Cumes.
Dans la mythologie nordique, Iðunn est décrit comme fournissant aux dieux des pommes qui leur accordent une jeunesse éternelle dans l'Edda de Snorri du XIIIe siècle.